# František Bartoš (motociclista)
František Bartoš (Ostrava, 10 de mayo de 1926-21 de enero de 1987) fue un piloto de motociclismo checoslovaco, que compitió en el Campeonato del Mundo de Motociclismo entre 1956 y 1957.

## Resultados
| Posición | 1 | 2 | 3 | 4 | 5 | 6 |
| Puntos   | 8 | 6 | 4 | 3 | 2 | 1 |

(carreras en cursiva indica vuelta rápida)
| Año  | Cat.  | Moto | 1     | 2       | 3     | 4     | 5     | 6     | Pts. | Pos. |
| ---- | ----- | ---- | ----- | ------- | ----- | ----- | ----- | ----- | ---- | ---- |
| 1956 | 125cc | ČZ   | IOM - | NED 6   | BEL - | GER - | ULS - | NAT - | 1    | 19.º |
| 1956 | 250cc | ČZ   | IOM 5 | NED Ret | BEL - | GER - | ULS - | NAT - | 2    | 12.º |
| 1957 | 125cc | ČZ   | GER - | IOM -   | NED - | BEL 4 | ULS - | NAT - | 3    | 9.º  |
| 1957 | 250cc | ČZ   | GER - | IOM 4   | NED - | BEL 5 | ULS - | NAT - | 5    | 11.º |